# Nama rzedowskii
Nama rzedowskii är en strävbladig växtart som beskrevs av John D. Bacon. Nama rzedowskii ingår i släktet Nama och familjen strävbladiga växter. Inga underarter finns listade i Catalogue of Life.